# Степанов, Александр Вячеславович
Алекса́ндр Вячесла́вович Степа́нов (род. 5 июня 1996, Ново-Куликово, Дмитровский район, Московская область, Россия) — российский футболист, защитник.

## Карьера

### Клубная
Воспитанник футбольной школы московского «Динамо». С 2013 года играл за молодёжную команду бело-голубых. В сезоне 2016/17 выступал за фарм-клуб. В 2017—2020 годах защищал цвета «Волгаря», в составе которого стал победителем зоны «Юг» Второй лиги.
Летом 2020 года перешёл в армянский клуб «Лори». 11 сентября дебютировал в чемпионате Армении в матче против клуба «Арарат-Армения» (2:1). В июне 2021 года пополнил ряды «Вана». В июне 2022 года подписал контракт с «Амкаром».
В январе 2025 года присоединился к «Сибири».

### В сборной
В 2019 году принял участие в футбольном турнире Универсиады в Неаполе в составе сборной России. Принял участие во всех 5 матчах, а его команда заняла четвёртое место.

## Достижения
- Победитель зоны «Юг» Второй лиги: 2019/20
- Серебряный призёр 4-й группы дивизиона «Б» Второй лиги: 2024
- Бронзовый призёр Второй лиги (2): 2018/19 (зона «Юг»), 2022/23 (4-я группа)